# 达曲
达曲，是中国长江流域的一条河流，汇入鲜水河，属于金沙江水系。河长274千米，流域面积5230平方千米，年均流量46立方米每秒。自然落差1330米。水能理论蕴藏量28万千瓦。